# Linda Schele

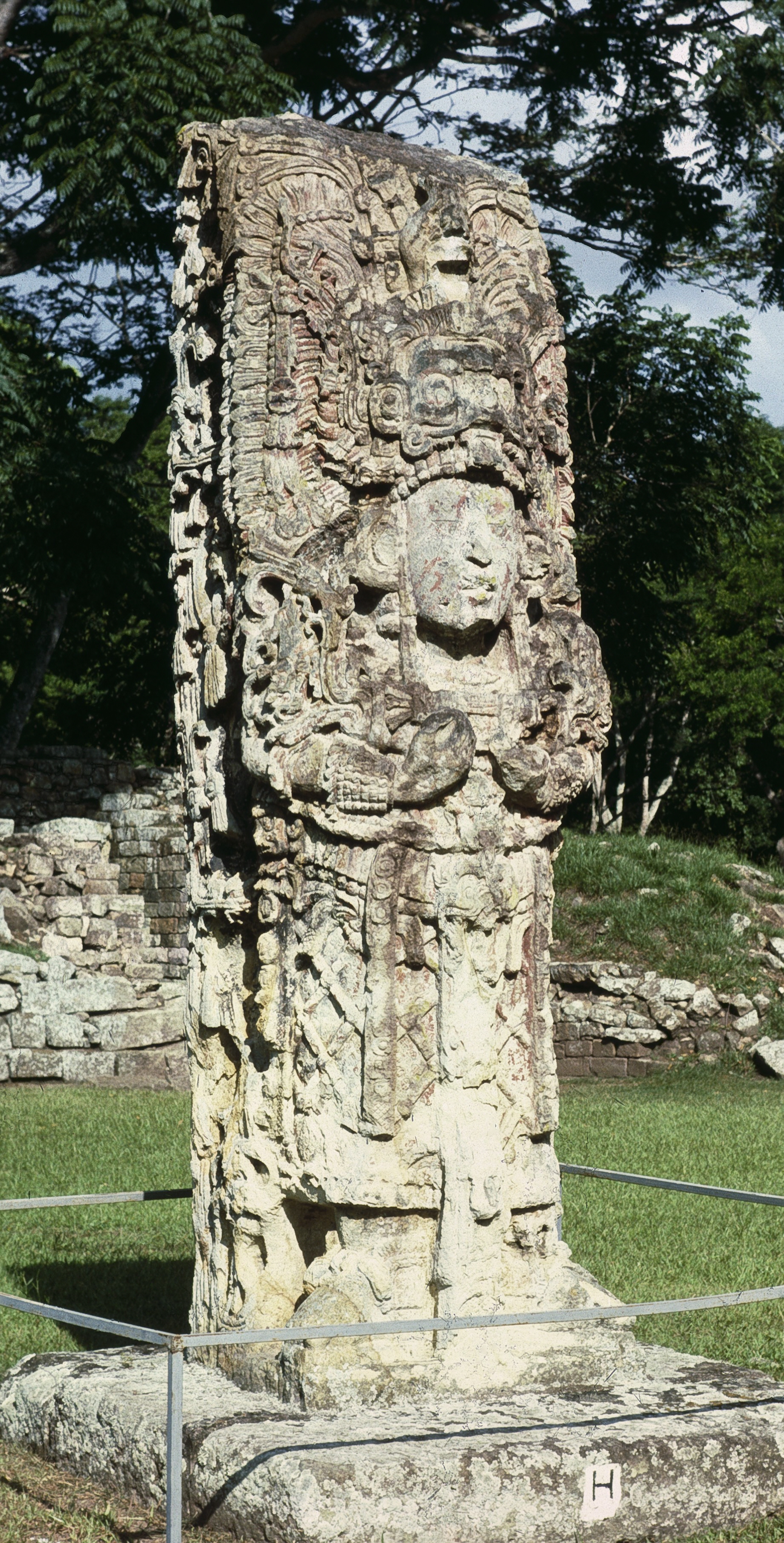
Feliratos sztélé Copánban

Linda Schele (Nashville, 1942. október 30. – Austin, 1998. április 18.) amerikai majakutató, az epigráfia és a ikonográfia művelője. 

## Élete és munkássága
A Cincinnati Egyetemen végzett művészeti oktatási szakon 1964-ban, 1968-ben szerezte meg a mesterfokozatot. Ekkor ment férjhez David Schele építészhez, majd tanítani kezdett University of South Alabama művészeti stúdiójában, ahol egészen 1980-ig folytatta tevékenységét, immár professzorként.
1970-ben utazott férjével a Yucatán-félszigetre a maja romvárosokat fotózni. Az ilyen utakon szokásos palenque-i látogatásból az ottani építészet 12 napos tanulmányozása lett. Ez az élmény vezette el őt a maja civilizáció kutatásához.
Mentora e téren Merle Greene Robertson lett. Együttműködve Peter Mathews and Floyd Loundsbury régészekkel megfejtette Palenque uralkodói listájának nagy részét. 1973-ban a a Mesa Redonda de Palenque konferencián mutatta be eredményeit, amik révén a nemzetközi majakutatás elismert szakértőjévé vált, nem csak a művészetek, hanem a régészet és a felirattan terén is.
1975-ben meghívást kapott a második nemzetközi régészeti csillagászati konferenciára, ahol szintén nagy sikert aratott előadásával.
Erősen támogatta a tudósok együttműködését, közös munkáját. 1975-ben a washingtoni Dumbarton Oaks prekolumbián kutatóintézet munkatársa lett. Kutatótársaival, Peter Mathews, David Kelley és Floyd Lounsbury majakutatókkal egy sor minikonferencián vett részt, amelyek tovább finomították palenque-i feliratok megértését, új epigráfiai távlatokat nyitottak  Két évig a maja feliratok szórendjére koncentrált. Nagy mennyiségben tette közzé a maja sztélék és feliratok rajzait és szövegét. 1978-ban megalapította a texasi egyetem évente megrendezésre kerülő maja találkozóit, amelyek évtizedeken át folytatódtak.
1980-tól feladta alabamai művészeti professzori munkáját és maja kutatásaira koncentrált Kiegészítő latin-amerikai témájú tanulmányokat folytatott, e téren doktorátust is szerzett.
Az 1980-as évek közepén csatlakozott a copáni mozaikokat vizsgáló projekthez, ahol többek között David Stuart, Barbara Fash és Nikolai Grube voltak a társai. 1986-ban azonosította Copán i. sz. 5. századi dinasztiaalapító uralkodóját, K’inich Yax K’uk’ Mo’t. Ezután egy epigráfiai és ikonográfiai tanulmánysorozatot kezdett közzétenni a majakutatók körében Copán Notes címmel.
1986-ban az egyik kurátora volt a nagy nemzetközi jelentőségű maja művészeti kiállításnak (The Blood of Kings: A New Interpretation of Maya Art), ami megváltoztatta a közvéleménynek a majákról addig alkotott képét. A korai felfedezők, kutatók és nyomukban a széles publikum ugyanis sokáig azt feltételezte, hogy a maják társadalma más korai birodalmakhoz képest szokatlanul békés volt. Az ekkor bemutatott kutatási eredmények azonban azt bizonyították, hogy a maja feliratok állandó háborúskodásról, a királyi leszármazás iránti megszállottságról, véres áldozatokról és öncsonkításról tanúskodnak. A Mary Miller művészettörténésszel közösen írt kiállítási katalógusuk egyes vélemények szerint a maják kutatásának legnagyobb hatású kötete lett az utóbbi fél évszázadban.
Érdeklődött a modern maya társadalom iránt is. 1988-tól tíz éven át összesen 13 workshopot szervezett Guatemalában és Mexikóban a maja hieroglif írásról, együttműködve Nikolai Grube és Frederico Fahsen kutatókkal.
Egyik legjelentősebb műve az 1993-ban David Freidel és Joy Parker Michael társszerzőségével publikált Maya Cosmos: Three Thousand Years on the Shaman's Path (Maja kozmosz: Háromezer év a sámán ösvényén) című kötet lett.
A kilencvenes évek végén hasnyálmirigyrákot diagnosztizáltak nála. Ennek tudatában újrakezdte előadásait, majd létrehozta a Linda Schele Precolumbian Endowment nevű alapítványt a fiatal kutatók támogatására.

## Fontosabb művei
- The Bodega of Palenque (Schele and Peter Mathews 1979)
- Sacred Site and World View at Palenque (Schele 1981)
- Maya Glyphs: The Verbs (Schele 1982)
- The Mirror, the Rabbit, and the Bundle: Accession (Schele 1983)
- The Founders of Lineages at Copán and Other Maya Sites (Schele 1986) Copán Note VIII
- The Blood of Kings (Schele and Mary Ellen Miller 1986)
- A Forest of Kings (Schele and David Freidel 1990)
- Maya Cosmos (Freidel, Schele, and Parker 1993)
- Hidden Faces of the Maya (Schele and Jorge Perez de Lara 1997)
- The Code of Kings (Schele and Peter Mathews 1998)

## Fordítás
- Ez a szócikk részben vagy egészben  a   Linda Schele című angol Wikipédia-szócikk ezen változatának fordításán alapul.  Az eredeti cikk szerkesztőit annak laptörténete sorolja fel. Ez a jelzés csupán a megfogalmazás eredetét és a szerzői jogokat jelzi, nem szolgál a cikkben szereplő információk forrásmegjelöléseként.